# Robert Peverell Hichens
Robert Peverell Hichens, britanski pehotni in pomorski častnik, * 2. marec 1909, † 13. april 1943.
Sprva častnik Teritorialne vojske, je bil najvišje odlikovani častnik Kraljeve pomorske prostovoljne rezerve med drugo svetovno vojno.